# Secoisolariciresinol diglucósido
Secoisolariciresinol diglucósido (SDG)  es un antioxidante fitoestrógeno presente en el lino, girasol, sésamo y semillas de calabaza. En los alimentos, se puede encontrar en panes comerciales que contienen linaza. Es un precursor de los lignanos animales que se producen en el colon con los productos químicos de los alimentos.

## Extracción
Diglucósido secoisolariciresinol puede aislarse a partir del desgrasado   de linaza por la extracción de los polímeros de lignanos precursores con una relación mezcla de agua / acetona, seguido de la eliminación de la acetona y la hidrólisis alcalina. O, puede ser extraído de la cáscara del lino a través de un proceso de blanqueado en frío sin utilizar productos químicos.

## Estudios sobre los efectos biológicos
El diglucósido secoisolariciresinol ralentiza el crecimiento del cáncer de mama humano en ratones.
Diglucósido secoisolariciresinol puede jugar muy diferente papel en las personas con cáncer ya existente. En el grupo de la histología de grado IV de pacientes adultos diagnosticados con glioma maligno, un alto consumo de secoisolariciresinol (por tercil más alto en comparación con el tercil inferior, en todos los casos) se asoció con una peor supervivencia.